# Last Summer (chanson)
Pour les articles homonymes, voir Dernier été.
Singles de Kato Miliyah
Sotsugyō
(2006) I Will
(2006)
Last Summer est le 6e single de Kato Miliyah sorti sous le label Mastersix Foundation le 19 juillet 2006 au Japon. Il atteint la 30e place du classement de l'Oricon. Il se vend à 6 991 exemplaires la première semaine, et reste classé pendant 5 semaines, pour un total de 13 635 exemplaires vendus.
Last Summer a été utilisé comme campagne publicitaire pour Dwango et comme générique d'ouverture pour l'émission School-R (TV Tokyo) en juillet 2006. For so long est inspiré de la chanson been so long de M-Flo. Last Summer se trouve sur l'album Diamond Princess; For so long et For so long PART II se trouvent sur la compilation Best Destiny.

## Liste des titres
| 1. | Last Summer          | Miliyah Katō                            | 3rd Productions | 4:46 |
| 2. | For so long          | Miliyah Katō, LISA, VERBAL&Taku (M-Flo) |                 | 4:50 |
| 3. | 24 Hours feat. TWIGY | Miliyah Katō, TWIGY                     |                 | 4:14 |
| 4. | For so long PART II  | Miliyah Katō, LISA, VERBAL&Taku (M-Flo) |                 | 4:20 |